# Spargania coarctata
Spargania coarctata là một loài bướm đêm trong họ Geometridae.